# Horace Gregory
Pour les articles homonymes, voir Gregory.
Horace Gregory, né le 10 avril 1898 à Milwaukee (Wisconsin), mort le 11 mars 1982 à Shelburne Falls (Massachusetts), est un poète, critique littéraire et traducteur américain.

## Biographie
Après des études à l'Université du Wisconsin à Madison, il publie plusieurs recueils de poésies. De 1934 à 1960, il enseigne la poésie et les lettres classiques au Sarah Lawrence College de Bronxville (New York). Il publie alors des critiques, des essais et des biographies. Avec sa femme, Marya Zaturenska, il est l'auteur d'une Histoire de la poésie américaine. Il traduit également les Odes de Catulle et les Métamorphoses d'Ovide.

## Œuvres
- Chambres à louer à Chelsea (1930)
- Retraite coupée (1933)
- Chœurs pour notre survie (1935)
- Le Pèlerin de l'Apocalypse (1933)
- Le Bouclier d'Achille (1944)
- Amy Lowell (1958)
- James McNell Whistler (1959)
- Les Gladiateurs mourants (1961)
- Histoire de la poésie américaine : 1900-1940 (1946)

## Récompenses
En 1942, Horace Gregory reçoit le Russell Loines Award for Poetry (en) délivré par l'Académie américaine des arts et des lettres, pour Poems, 1930-1940. En 1961, il est récompensé par l'Académie des poètes américains. En 1965, il reçoit le Bollingen Prize (en).